# Alchemilla oligotricha
Alchemilla oligotricha är en rosväxtart som beskrevs av Sergei Vasilievich Juzepczuk. Alchemilla oligotricha ingår i släktet daggkåpor, och familjen rosväxter. Inga underarter finns listade i Catalogue of Life.